# Nathalie Le Breton
Pour les articles homonymes, voir Le Breton.
 (septembre 2011).
Si vous disposez d'ouvrages ou d'articles de référence ou si vous connaissez des sites web de qualité traitant du thème abordé ici, merci de compléter l'article en donnant les références utiles à sa vérifiabilité et en les liant à la section « Notes et références ».
Nathalie Le Breton, née le 18 mai 1965, est une journaliste et une animatrice française de la télévision, qui a obtenu le prix Dauphine Henri Tézenas du Montcel en 1998 pour la présentation du meilleur magazine économique Eco et Co diffusé sur La Cinquième.

## Biographie
Après des études de lettres classiques, Nathalie Le Breton fait ses premiers pas de journaliste aux côtés de Brigitte Vincent sur France Inter pour le magazine On efface tout et on recommence. Elle est engagée à Europe 1 auprès de Jean-Loup Lafont puis de Laurent Boyer avant de rejoindre l'équipe Découverte éducation de Jean-François Rabilloud et Marc Guiraud.
Patrick Zerbib lui confie les partenariats presse du groupe L'Étudiant[réf. souhaitée] et elle commence à la télévision dans une émission de France 3 consacrée à l'emploi[réf. souhaitée].
Fin 1994, Jean-Marie Cavada l'engage sur La Cinquième (future France 5) pour présenter l'émission Emploi (Producteur André Campana et Jean-Charles Eleb)[réf. souhaitée]. Elle enchaîne avec la rédaction en chef et la présentation de Demain les jeunes[réf. souhaitée], émission hebdomadaire sur le premier emploi des jeunes puis de l'émission Eco et Co.
Christian Blachas (CBTV) lui confie les commandes du magazine TAF[réf. souhaitée] présentée par Alex Jaffray durant 3 ans. L'émission s'arrête avec la fin de la mission emploi de la chaîne.
Jean-Pierre Cottet lance alors Les Maternelles. Elle intègre l'équipe comme chroniqueuse quotidienne et éditorialiste aux côtés de Maïtena Biraben (2001/2004), Karine Le Marchand (2004/2009), Élizabeth Tchoungui (2009/2011), Daphné Bürki (2011-2012), co-présentatrice avec Julia Vignali (2012-2015) et Sidonie Bonnec (2015/2016). Elle est remerciée de cette émission en 2016.
Parallèlement, elle réalise plusieurs documentaires pour France 5 dont Elles sont entrées en politique (Léo Productions, 2005), Des artistes au chevet des enfants (Les Productions de la Citrouille, 2005), Bientôt maman (Néria, 2008).
En 2017, elle lance sur internet un site consacré à la parentalité, NotiSeoton, qui donne des conseils sur les livres que les parents peuvent acheter à leurs enfants. En juillet 2023, son site internet évolue et propose également la vente de boîtes à livres.
À partir d'août 2021, elle rejoint l'émission Bienfait pour vous sur Europe 1, dans laquelle elle donne chaque mercredi des conseils lectures concernant des livres jeunesse. L’émission s’arrête à la fin de la saison 2022/2023.

## Édition
2006/2013, elle dirige chez Robert Laffont la collection Réponses, avec Sylvie Angel.
Elle est auteure d'une série de livres pratiques sur le bébé et l'enfant parus aux Éditions de la Martinière en 2011 : 
- Collection livres Les Maternelles - Éditions de la Martinière

1. Le guide de ma grossesse mois par mois, carnet de bord de la grossesse
2. Questions de parents
3. Bientôt papa, le guide du papa débutant
4. Le guide des premières fois avec mon bébé
5. Mon enfant grandit, ses grandes rentrées, ses premières émotions...
6. Frères et sœurs
7. Prendre le temps avec son enfant
8. Les nouveaux grands-parents
9. Génération parents

Elle a aussi signé la préface du livre de Melissa Bellevigne, Bientôt Maman, aux éditions Larousse pratique.